# Johann Baptist Moralt
Johann Baptist Moralt  (* 10. März 1777 in Mannheim; † 7. Oktober 1825 in München) war ein deutscher Violinist und Komponist.

## Leben
Als er kaum zwei Jahre alt war, siedelte die  Familie mit dem kurfürstlichen Orchester nach München über, wo er dann schon im Knabenalter beim Hofmusikus Johann Baptist Geiger Unterricht im Violinspiel erhielt. Johann Baptist muss ein besonderes Talent auf der Violine entwickelt haben, denn seine weitere Ausbildung übernahm kein Geringerer als der damalige Hofmusik-Instrumentaldirektor Christian Cannabich, wohl die bedeutendste Persönlichkeit als Dirigent und Komponist, die mit dem Mannheimern nach München an den kurfürstlichen Hof kam. Der Erfolg dieser Lernjahre war auch ein entsprechender, schon mit 15 Jahren wurde Johann Baptist Moralt im Jahre 1792 als „Accessist“ an der kurfürstlichen Hofmusik zugelassen, wo bereits sein zwei Jahre älterer Bruder Joseph bei der Violine mitwirkte und der Vater Adam Moralt seinen Dienst als Kalkant tat, um sein gutes Dutzend Kinder ehrlich durchzubringen. 
Schon nach weiteren zwei Jahren wurde dieses außergewöhnliche Talent in das kurfürstliche Orchester aufgenommen und erlebte nun die großen Tage der Münchener Hofmusik unter Christian Cannabich, J. Ferandini und Karl Joseph Toeschi und später unter Friedrich Eck und Ignaz Fränzl. Das Spiel im Orchester genügte aber dem jungen Moralt nicht. Er nahm, neben seinem Dienst in der Hofmusik, bei dem damals bekanntesten Lehrer, dem kurfürstlichen Hofklaviermeister Josef Grätz, Unterricht in Harmonielehre und Kontrapunkt und bildete sich theoretisch weiter mit dem Ziel, selbst einmal ein bekannter Komponist zu werden.
Mit 21 Jahren war er bereits kurfürstlicher Hofmusiker und zählte zu den besten Kräften des Hoforchesters. Natürlich gehörte er von Anfang an dem Vier-Brüder-Quartett der Moralt an, in dem er die zweite Violine spielte, und mit dem er die großen Auslandstourneen in die Schweiz und nach Frankreich bestritt. Abgesehen von vielen Konzertreisen, die ihn in einer Reihe von Städten in Deutschland vorstellten und ihn an dem begeisterten Jubel teilnehmen ließen, den das Quartett, besonders durch seine Haydn-Interpretationen überall erntete. 
Tatsächlich hat Johann Baptist Moralt zu seiner Zeit einen guten Namen als Komponist besessen, dessen Kompositionen, meist Sinfonien, Konzertanten und Quartette, neben denen seiner Zeitgenossen auf den Programmen großer Veranstaltungen erscheinen. Im Jahre 1811 führte die eben gegründete „Musikalische Akademie“ seine Festouvertüre mit großem Erfolg auf, ein Jahr darauf seine große Sinfonie, die dann noch viermal durch die Akademie in Abonnementkonzerten wiedergegeben wurde. In der Reihe dieser Akademiekonzerte stehen dann wiederholt Kompositionen von Johann Baptist Moralt auf dem Programm, so 1813 und 1817 sein Violoncell-Concert, das sein Bruder Philipp spielte. Der Musikbiograph François-Joseph Fétis zählt eine ganze Reihe von Kompositionen von Johann Baptist Moralt auf, darunter zwei Sinfonien für großes Orchester, die eine (S-Dur) bei Simrock in Bonn erschienen, die andere (G-Dur) in Leipzig bei Breitkopf & Härtel, ein Conzertant für zwei Violinen und Lecons Méthodiques für zwei Violinen, beide Werke bei den Gebrüder Schott in Mainz (mit französischem Titel) herausgegeben, und einige Quartette, die bei Falter und Stidler in München erschienen sind. Darüber hinaus ist von ihm eine Deutsche Messe für vier Stimmen mit Orgel bekannt, wie sich auch in seinem Nachlass noch eine Reihe kirchenmusikalischer Kompositionen vorfanden. Wahrscheinlich ist auch das Lied im „Musikalischen Jugendfreund, I. Heft Nr. 51“, bei Stidler in München 1814 erschienen, von Johann Baptist Moralt.
Lipowsky schreibt schon 1811 über ihn, dass er sich „schon durch mehrere von ihm verfertigte Musiken rühmlich auszeichnet. Mehrere Sinfonien zeigen von seinem glücklichen musikalischen Talent und ebenso bewährt auch  seine Deutsche Messe, dass er in der Kirchenmusik mit herrlichem Erfolge zu arbeiten in Stande seye. Überhaupt zeigt seine Musik Gewandtheit in Imitationen und in Fugen–Sätzen...“ Als diese Beurteilung erschien, war Moralt kaum 34 Jahre alt, stand also erst am Anfang seiner Komponistenlaufbahn, und wurde doch schon für würdig gehalten, im Bairischen Musik-Lexikon, dem einzigen Lexikon dieser Art, erwähnt zu werden. Zieht man von den Erfolgen noch etwas Neid und Missgunst ab, dann muss Johann Baptist Moralt schon sein Teil geleistet und ein überragendes Können bewiesen haben, um zu einer solchen Auszeichnung zu kommen.
Übrigens hatte Johann Baptist Moralt auch als Dirigent einen guten Namen. Als man am Karsamstag des Jahres 1810 in der St. Anna-Kirche die erste Aufführung von Händels „Messias“ gab, schrieb die Zeitschrift „Eos“, „Wir danken übrigens dem wackeren Ausführenden, die trotz allen Schwierigkeiten, dennoch durch eine herrlich gelungene Aufführung dieses Meisterwerkes uns wahrhaft eine köstliche Stunde gewährt haben. Dem Herrn Johann Baptist Moralt aber, unter dessen Leitung dieses Oratorium so glücklich aufgeführt wurde, können wir nicht genug Lob sagen“.
Johann Baptist Moralt ist nach alledem ein richtiger Vollblutmusiker gewesen; es ist schade, dass so wenig über ihn überliefert worden ist. Zwar führen ihn alle großen in- und ausländischen Musiklexika auf, jedoch sind über seine Tätigkeit beim Hoforchester keine Akten vorhanden.
Am 12. Juni 1808, früh um 7 Uhr wurde Johann Baptist Moralt in der Peterskirche in München mit Ottilie Gschray, Tochter des Johann Georg Gschray, Gemeindediener in Seefeld, getraut, nachdem das kgl. Bayrische Hof-Oberrichteramt nach damaligem Brauch die Heiratslizenz erteilt hatte. Trauzeugen waren der Hofmusiker Franz Xaver Pater und der Kirchendiener Balthasar Danzer.
Die Braut ist am 17. Dezember 1776 in Seefeld geboren, offenbar ein ehrsames Mädchen und mit einigem Vermögen, das zusammen mit dem Einkommen des Hofmusikers „den Nahrungsstand sicherte“, wie damals die Vorschrift und Voraussetzung für eine Eheschließung war. Aus dieser Ehe sind vier Kinder hervorgegangen. Die Eltern wohnten damals im Haus Nr. 1066 an der Hofstatt und das Glück hätte ein vollständiges sein können, aber im Spätherbst 1821 starb der älteste Sohn und wenige Jahre später, man war gerade in die Brunnenstrasse Nr. 1190 umgezogen, am 7. Oktober 1825 starb auch der kgl. Hofmusiker und Komponist Johann Baptist Moralt.
Gegen Ende Mai 1826, wenige Monate nach dem Tode ihres Mannes fand man Ottilie Moralt geb. Gschray „bey der Praterbrücke in der Isar ertrunken“, wie der Pfarrer von St. Peter im Totenbuch vermerkte. Ob ein Unglück oder verwirrendes Schicksal, (Komma)  niemand weiß es. Man hat wohl auf die drei Waisen geschaut und ihre Mutter mit oberhirtlicher Erlaubnis durch den Stadtpfarrer von St. Peter am 26. Mai 1826 christlich zur ewigen Ruhen bestattet.
Um die drei Kinder hat sich wohl der kgl. Musikdirektor Joseph Moralt als Onkel und Vormund angenommen.
Zum Andenken an den Violinisten und Komponisten Johann Baptist Moralt und seinen Neffen den Historienmaler Ludwig Moralt hat die Stadt München 1947 in München-Solln eine Straße benannt.

## Familie
Seine Eltern waren der Musiker Adam Moralt (1748–1811) und Maria Anna Kramer. Er hatte mindestens acht Geschwister:
- Joseph Moralt (1775–1855), Geiger
- Philipp Moralt (1780–1830), Violoncellist
- Jakob Moralt (1780–1820), Bratscher
- Clementine Moralt (1797–1845), Opernsängerin
- Carl Moralt (1800–1853), Kontrabassist
- Friedrich Moralt (1805–1869), Hornist
- Anton Moralt (1807–1862), Kontrabassist
- August Moralt (1811–1886), Violoncellist

Sein Schwager war der Opernsänger Julius Pellegrini (1806–1858).